# Atari 7800
Atari 7800 foi um console de videogames da terceira geração lançado pela empresa Atari em junho de 1986, com um teste de mercado ocorrendo dois anos antes. Foi desenvolvido para substituir o Atari 5200, que teve um sucesso de mercado razoável, e concorrer com os consoles Intellivision e Colecovision.
O Atari 7800, foi projetado para fazer frente aos recentes rivais do Atari 5200, O Nintendo Entertainment System (NES) e o Sega Master System. Com um processador trabalhando em uma velocidade maior do que os rivais, e com um processador de áudio com 2 canais separados, o Atari 7800 possuía um desempenho maior do que o NES, inclusive com uma PPU superior ao Sega Master System que não possuía uma PPU e processava tudo pelo Z80.

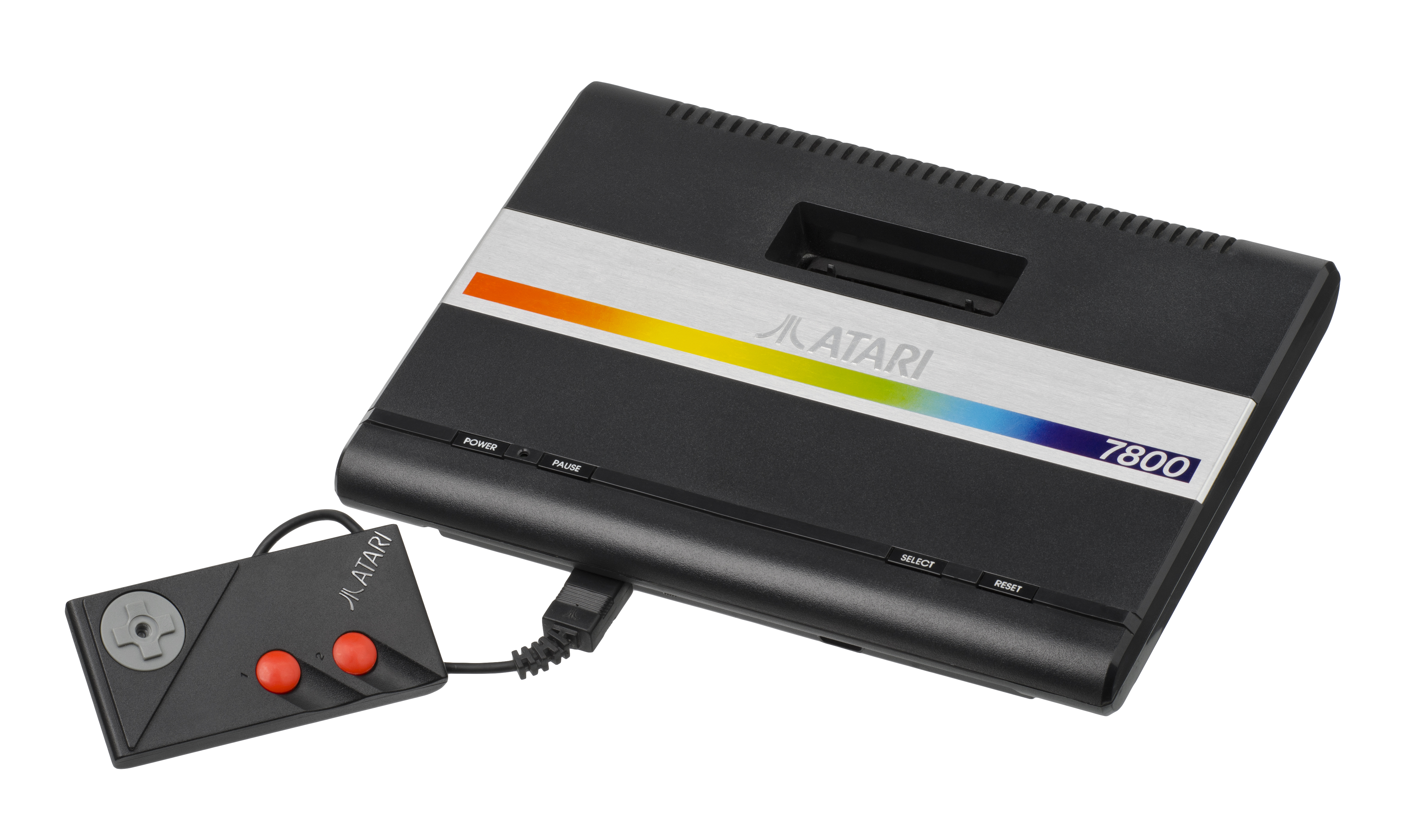
Atari 7800 europeu com controle semelhante ao do NES e ao Master System.

Porém, o que decretou o fracasso do Atari 7800, mesmo sendo superior aos concorrentes, foi o baixíssimo acervo de jogos, uma vez que a maior parte das Software Houses de sucesso da época, como: Taito, Namco, Capcom e a própria Activision, responsável pelos maiores sucessos da Atari, à época do Atari 2600, já possuíam contrato de exclusividade com a mais promissora empresa da época, a Nintendo.

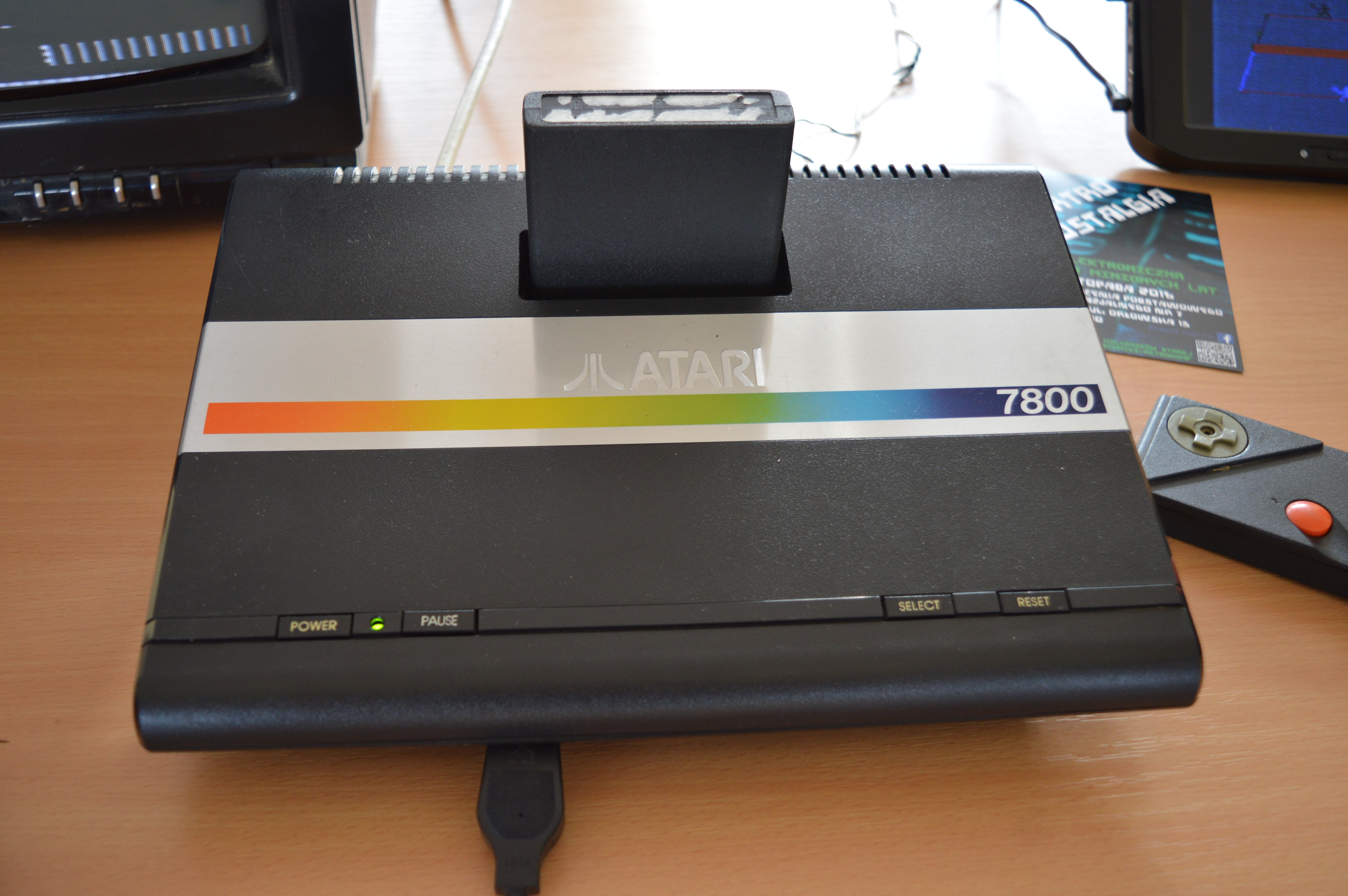
Atari 7800 com cartucho

O que pouca gente sabe é que o Atari 7800 quase foi lançado no Brasil. O Grupo Gradiente, detentor dos direitos da marca Atari na época do lançamento, chegou a renová-los para sua produção. Porém, receosa com os recentes fracassos com o Atari 5200 — que nem chegou a ser fabricado no país em detrimento do aumento da demanda do longevo Atari 2600 —, e se devendo também ao baixo sucesso do 5200 nos EUA e Europa, optou por não renovar seus direitos sobre a marca Atari e não produzir o novo console, optando por investir no Phantom System, clone do NES, que era fenômeno em todo mundo, e trabalhar com jogos licenciados pela Nintendo no Brasil. Porém, com toda a linha de montagem já pronta para fabricação do Atari 7800 a opção foi manter sua carcaça com todo o hardware Nintendo adaptado. A Gradiente lançou então o conhecido Phantom System, um dos clones do Nintendo 8 bits mais desejados na década de 80